# Hanan al-Barassi
Hanan al-Barassi (arabisch حنان البرعصي, DMG Ḥanān al-Barʿaṣī; * circa 1974 in New York City; † 10. November 2020 in Benghazi) war eine libysche Rechtsanwältin und Dissidentin.
Sie war eine Kritikerin von Chalifa Haftar, sie kritisierte Korruption und Vetternwirtschaft in der Libyschen Nationalarmee und Gewalt gegen Frauen. Al-Barassi leitete ein Opferschutzzentrum.
Al-Barassi wurde am 10. November 2020 in einem Laden in der 20. Straße, einer der belebtesten Straßen Benghazis, erschossen. Sie wurde von 30 Kugeln getroffen. Die Mission der Vereinten Nationen für Libyen verurteilte den Mord.